# Oskar Maurus Fontana
Oskar Maurus Fontana (geboren 13. April 1889 in Wien, Österreich-Ungarn; gestorben 4. Mai 1969 ebenda) war ein österreichischer Erzähler, Dramatiker, Lyriker, Theaterkritiker und Journalist.

## Leben
Oskar Maurus Fontana wandte sich nach philosophischen Studien an der Universität Wien ausschließlich der schriftstellerischen und journalistischen Betätigung zu. Er war Soldat im Ersten Weltkrieg und wurde danach Theaterreferent der „Waage“ und der „Schaubühne“, dann ständiger Theaterkritiker beim „Achtuhr-Abendblatt“ und beim „Tag“.
Fontana hatte in seiner Jugend Verbindung zur expressionistischen Bewegung und Kontakte mit Oskar Kokoschka, Albert Ehrenstein, Berthold Viertel und pflegte eine Freundschaft mit Robert Musil. 1917 war Fontana mit Alfons Wallis Herausgeber der expressionistischen Zeitschrift "Das Flugblatt". 1918 erschien sein erster Roman, „Die Erweckung“.
1933 bezog Fontana auf dem P.E.N.-Kongress in Ragusa gegen den Nationalsozialismus Stellung, er war einer der Mitunterzeichner der Resolution des österreichischen P.E.N.-Clubs gegen Hitler-Deutschland, von denen alle außer ihm und Rudolf Jeremias Kreutz nach dem Anschluss Österreichs ins Exil gingen. Fontana schrieb, etwa in der Zeitung „Der Wiener Tag“, gegen den Nationalsozialismus. Seine Schriften standen bereits 1935 auf der „Liste des schädlichen und unerwünschten Schrifttums“ der Reichsschrifttumskammer.
1938 meldete sich Fontana beim „Reichsverband der Deutschen Presse“ an, um die Zulassung als Journalist zu erhalten. Bis Februar 1939 konnte er nur illegal und unter einem Pseudonym im „Neuen Wiener Tagblatt“ publizieren, danach schrieb er mit beschränkter Arbeitserlaubnis Feuilletons und Reiseberichte beim "Deutschen Kulturdienst" sowie von 1940 bis 1944 „Kunstbetrachtungen“ (Theaterkritiken) über das Wiener Theatergeschehen für die „Kölnische Zeitung“.
Fontana hatte Kontakt zu einer Gruppe von Journalisten, die sich auf eine demokratische Neuordnung der Presse nach der Zerschlagung des Faschismus vorbereitete.
1945 übernahm Fontana das Kunstreferat in der Tageszeitung „Neues Österreich“. Fontana war maßgeblich an der Gründung des Verbandes demokratischer Schriftsteller beteiligt. 1946 gründete er die Österreichische Buchgemeinschaft. Ab 1945 war Fontana Chefredakteur des „Wiener Kurier“, wurde aber am 14. Februar 1946 wegen eines „pan germanistischen“ Artikels in der NS-Zeitschrift „Das Reich“ fristlos entlassen, der eine Rezension einer Richard-Wagner-Aufführung in Linz war. Fontana rechtfertigte sich: „Ich glaube auch in der Nazizeit getan zu haben, was möglich war um den Geist hinüberzuretten.“ 1951 bis 1958 war er Theaterkritiker der „Presse“. Zwischen 1959 und 1964 war Fontana Präsident des Österreichischen Schriftstellerverbandes.
Sein literarisches Werk besteht aus Theaterstücken, Romanen, Novellen und Monographien über Schauspieler wie Paula Wessely, Albin Skoda und Hans Moser. Er wurde durch sein Buch Der erste Winter bekannt. Bis zu seinem Tod hat er zehn Bücher verfasst. Seinen Nachlass kaufte die Wienbibliothek 1970 aus dem Familienbesitz Fontanas auf.
Er wurde auf dem Wiener Zentralfriedhof im Ehrenhain (Gruppe 40, Nummer 11) beigesetzt.

## Auszeichnungen

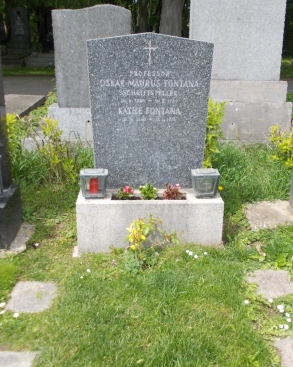
Grabstätte von Oskar Fontana

- 12. April 1949: Ehrenmedaille der Bundeshauptstadt Wien
- 1959: Preis der Stadt Wien für Publizistik
- 1959: Österreichisches Ehrenkreuz für Wissenschaft und Kunst I. Klasse
- 1978: Benennung der Fontanastraße in Wien-Favoriten

## Werke (Auswahl)
- Das Märchen der Stille, 1910
- Die Milchbrüder, 1913
- Marc, 1918
- Erweckung, 1919
- Triumph der Freude, 1920
- Empörer, 1920
- Der Tribun auf der Flucht, 1921
- Insel Elephantine, 1924
- Hiob der Verschwender, 1925
- Gefangene der Erde, 1928
- Der Weg durch den Berg. Ein Gotthard-Roman, 1936[2]
- Beton am Atlantik, 1941
- Sie suchten den Hafen, 1946
- Die Türme des Beg Begouja, 1946
- Katastrophe am Nil, 1947
- Else Wohlgemuth, 1950
- Paula Wessely, 1959
- Volkstheater Wien, 1964
- Hans Moser, 1965
- „Der Erste Winter“
- „Wenn die Nachtigall stirbt“
- „Wenn die letzte Wolke geht“
- „25 Tage vorher“
- „Das Ende von Eden“
- Albin Skoda Genius zwischen Licht und Schatten, 1962
- „Wiener Schauspieler. Von Mitterwurzer bis Maria Eis“ (Amandus, 1948)